# Санта-Катерина-дель-Сассо
Монастырь Санта-Катерина-дель-Сассо — монастырь в скале, на Лаго-Маджоре. Он расположен в труднодоступном месте и в прошлом служил жилищем отшельников. Сегодня сооружение доступно как со стороны озера, так и по суше.
Строительство монастыря было начато в XIII веке, проведение основных работ датируется 1300—1320 гг. Монастырь состоит из двух частей: небольшой церкви, посвященной Святой Екатерине Александрийской и монастырского здания. Название del Sasso («Камень») говорит о событии 1640 года, когда на монастырь обрушилась часть скалы.

## Галерея

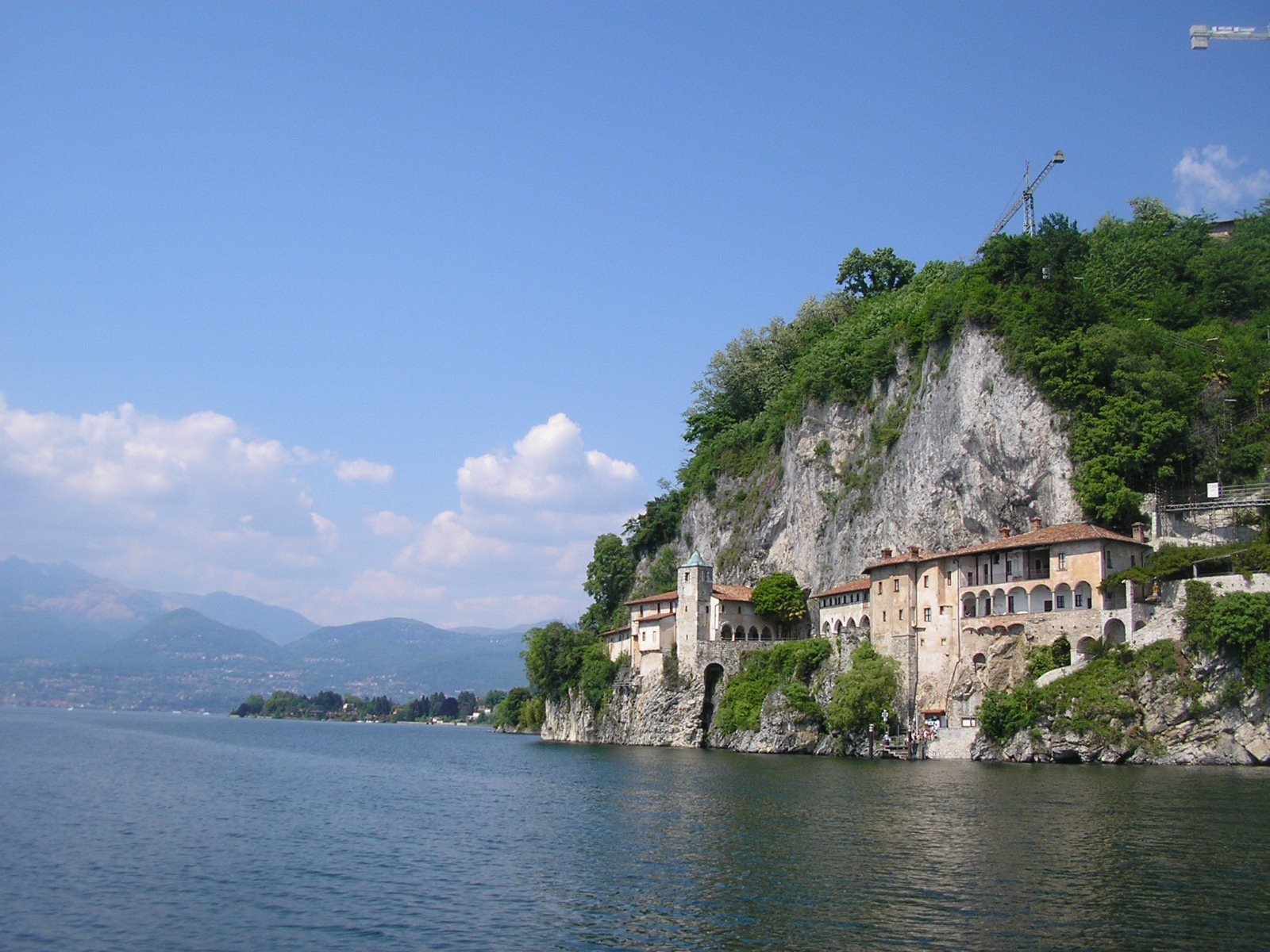
Вид с озера
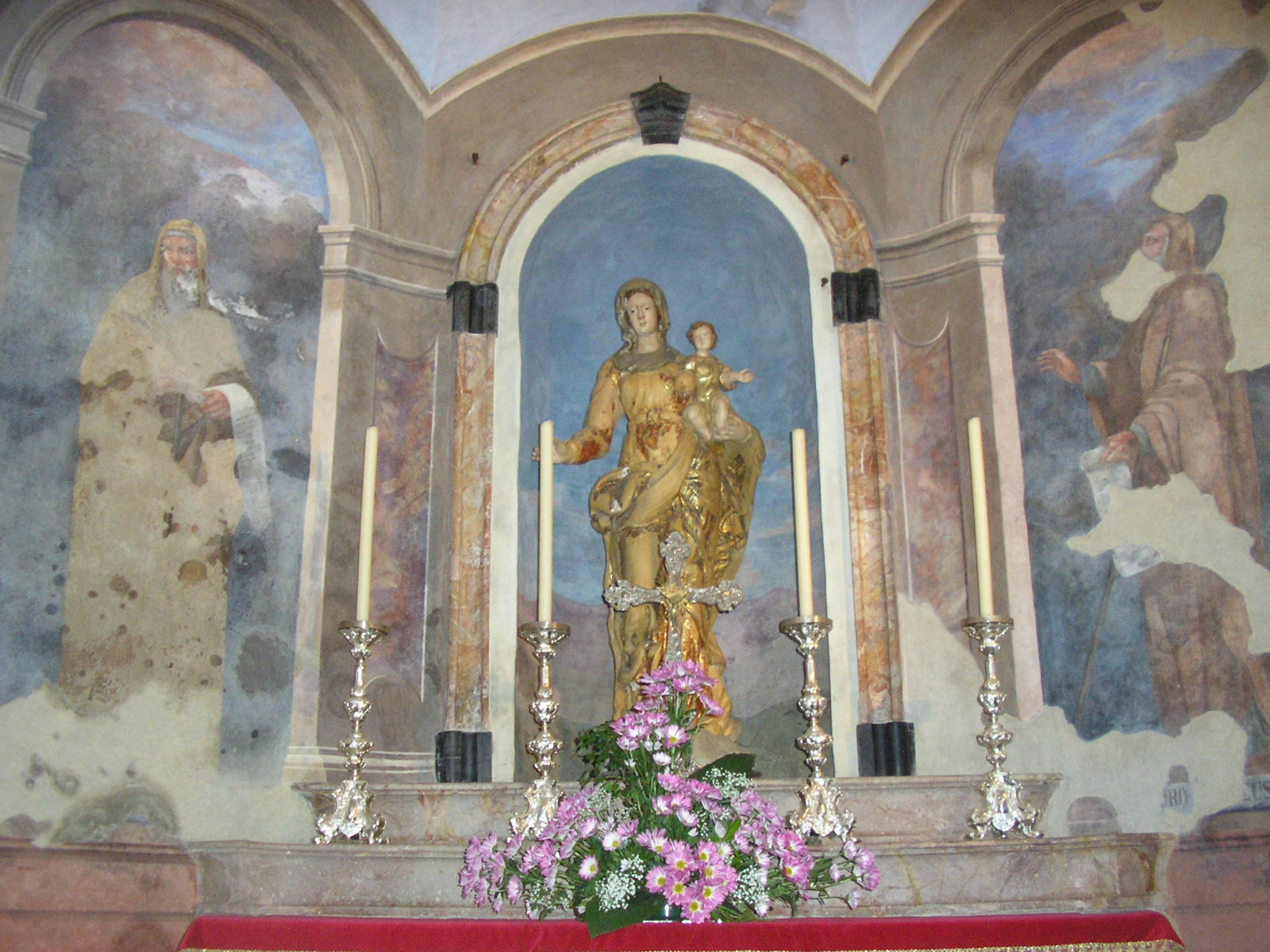
Св. Екатерина в церкви
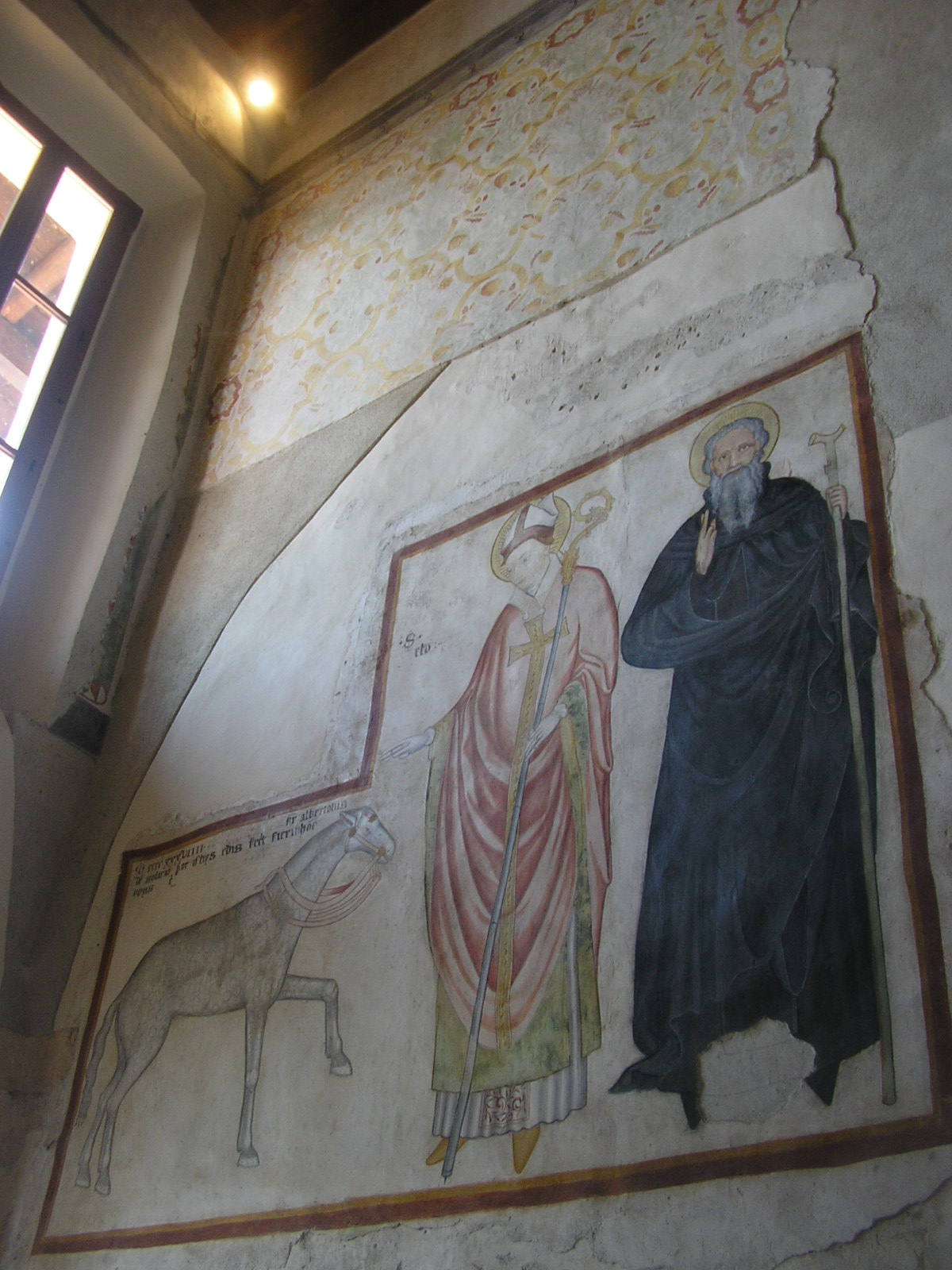
Фрески в здании монастыря
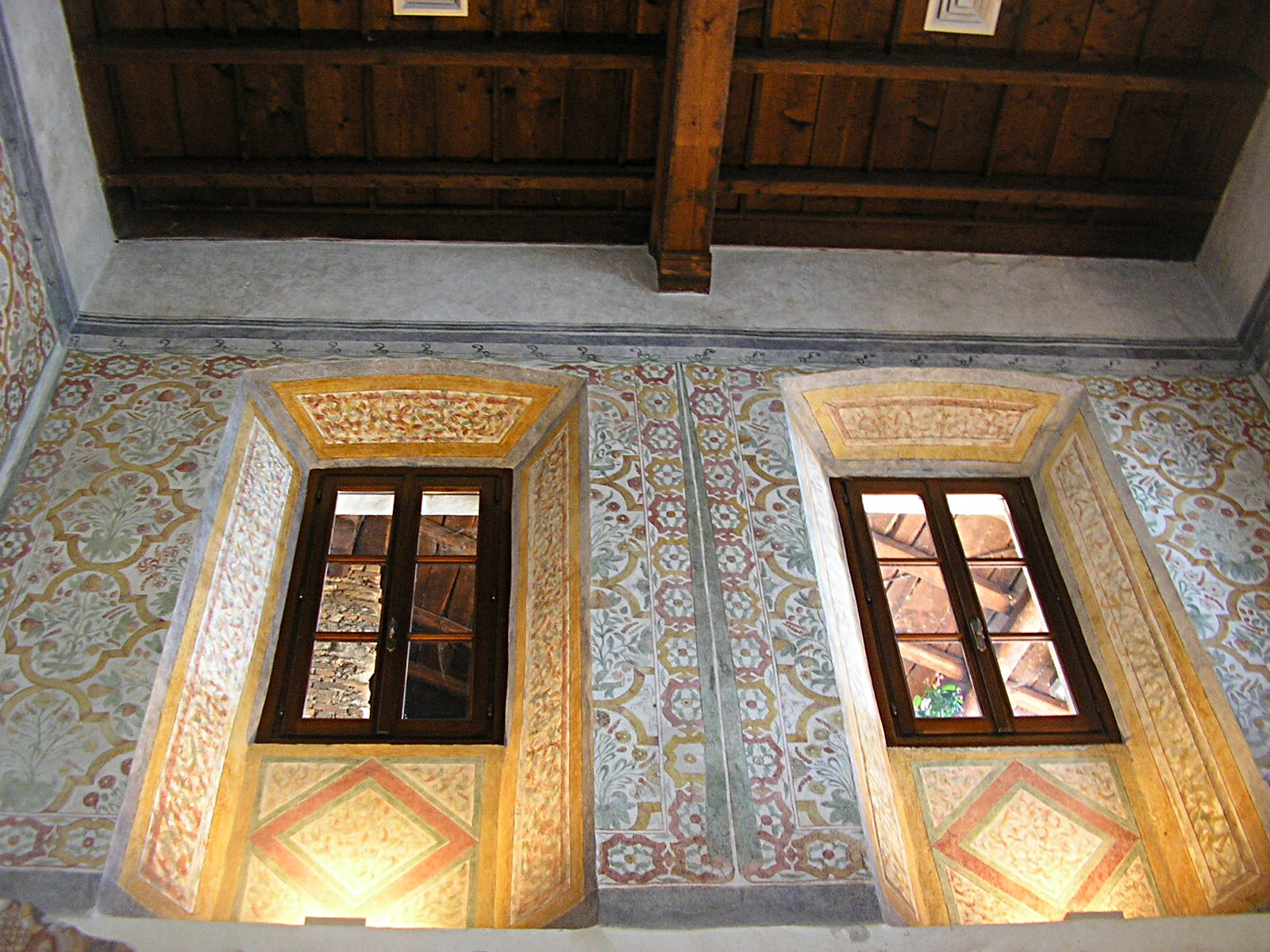
Росписи на стенах монастыря